# 경일여자중학교
경일여자중학교(慶一女子中學校)는 대한민국 대구광역시 남구 봉덕동에 있는 사립 중학교이다.

## 학교 연혁
- 1964년 12월 5일 : 경일여자중학교 설립인가(대구광역시 남구 대명 2동 1804-1번지)
- 1964년 12월 31일 : 학교법인 서라벌 교육재단 설립 인가
- 1965년 3월 8일 : 제1회 신입생 입학식(15학급), 초대 김경수 교장 취임
- 1969년 3월 15일 : 대구광역시 남구 대명동 1825-1
- 1970년 9월 18일 : 학칙변경 학교 법인 춘추숙으로 재단명칭 변경
- 1976년 2월 28일 : 대구광역시 남구 대명동 1804-1번지로 학교 위치 변경
- 1979년 3월 6일 : 대구광역시 남구 봉덕3동 1322-1번지 현재 위치로 학교 이전
- 1980년 7월 22일 : 학교법인 협성교육재단으로 재단 명칭 변경
- 2001년 9월 1일 : 교내 디지털도서관 구축 운용
- 2002년 9월 6일 : 교내 급식소 준공
- 2009년 4월 25일 : 학생 식당 준공
- 2020년 1월 7일 : 제53회 졸업식(199명, 졸업생 총수 26,488명)
- 2020년 3월 2일 : 2020학년도 신입생 입학(168명)
- 2020년 9월 1일 : 제30대 천순옥 교장 취임

## 참고 자료
- 경일여자중학교 - 한국교육학술정보원 학교알리미